# Deraeocoris incertus
Deraeocoris incertus är en insektsart som beskrevs av Knight 1921. Deraeocoris incertus ingår i släktet Deraeocoris och familjen ängsskinnbaggar. Inga underarter finns listade i Catalogue of Life.